# Setibhor
Setibhor fue una antigua reina egipcia del final de la quinta dinastía. Lo más probable es que fuera la esposa del rey Dyedkara Isesi. Tenía varios títulos, entre ellos «Amiga de Horus»,  «La que ve a Horus y Seth», «La grande del cetro hetes», «la grande de la alabanza» y «la esposa del rey, su amada». 

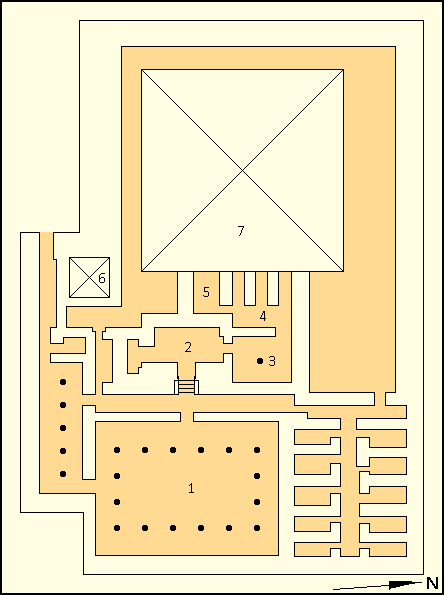
Disposición del complejo funerario de Setibhor. Por orden: 1) Patio con columnas; 2) Capilla con cinco nichos; 3) Antichambre carrée; 4) Almacenes; 5) Sala de ofrendas; 6) Pirámide de culto; 7) Pirámide principal.

Su pirámide fue conocida durante mucho tiempo, ya que se encuentra junto a la del rey en Saqqara y es conocida por su tamaño inusualmente grande, la mayor construida para una reina en el Imperio Antiguo. Su nombre y títulatura se encontraron en una columna en 2019. La pirámide incorpora elementos que antes solo se utilizaban en los complejos del rey.
El arqueólogo egipcio Ahmed Fakhry (1905–1973) excavó su templo funerario en la década de 1950, pero el informe nunca se publicó. El egiptólogo estadounidense Klaus Baer (1930-1987), que ayudó a Fakhry en la excavación, señaló que las escenas se habían «alterado secundariamente» con los textos sobre la cabeza de la reina borrados y reemplazados por «buitres y otras insignias reales». También señaló que el templo estaba «gravemente destruido». La egiptóloga estadounidense contemporánea Ann Macy Roth sugirió que la insignia real y la violencia utilizada en su monumento indican que ella pudo haber gobernado como una mujer rey, de manera similar a cómo los monumentos de Hatshepsut fueron desfigurados después de su muerte. Investigaciones más recientes después de una excavación más completa del monumento son más cautelosas, pero aún señalan el alto estatus de esta mujer. La decoración de su templo piramidal muestra muchas características que solo se atestiguan con seguridad para las reinas posteriores.